# Dansk Melodi Grand Prix 1960
Dansk Melodi Grand Prix 1960 var en sangkonkurrence der var arrangeret af DR med det formål, at finde en dansk repræsentant til Eurovision Song Contest 1960.
248 sange blev indsendt til konkurrencen, hvorefter et bedømmelsesudvalg fandt frem til de 7 endelige deltagere.
Paradoksalt nok, fik Otto Brandenburg, der var meget populær i disse år, og som deltog med den eneste sang der huskes i dag, ikke en eneste stemme fra juryen.
Fagjuryen bestod af:
- Børge Nordlund
- Poul Clemensen
- Erik Kaare
- Peter Deutsch
- Otto Francker
- Ib Glindeman
- Morten Reesen

| Nr. | Sang                         | Solist           | Komponist                        | Point | Placering |
| 1   | "Op og se land"              | Otto Hænning     | Hans Ole Nielsen & Thøger Olesen | 0     | 4         |
| 2   | "Det var en yndig tid"       | Katy Bødtger     | Vilfred Kjær & Sven Buemann      | 5     | 1         |
| 3   | "To lys på et bord"          | Otto Brandenburg | Ida From & Bjarne Hoyer          | 0     | 4         |
| 4   | "Gør hvad du vil"            | Inge Stauss      | Henry Hannibal                   | 3     | 2         |
| 5   | "Sorg og glæde"              | Gustav Winckler  | Vagn Skovlund                    | 0     | 4         |
| 6   | "Trækbasun og vaskebræt"     | Grethe Sønck     | Henry Hannibal                   | 2     | 3         |
| 7   | "Jeg har nok af ingen penge" | Peter Sørensen   | Otto Lington & Thøger Olesen     | 0     | 4         |